# Pfarrkirche Stanz im Mürztal

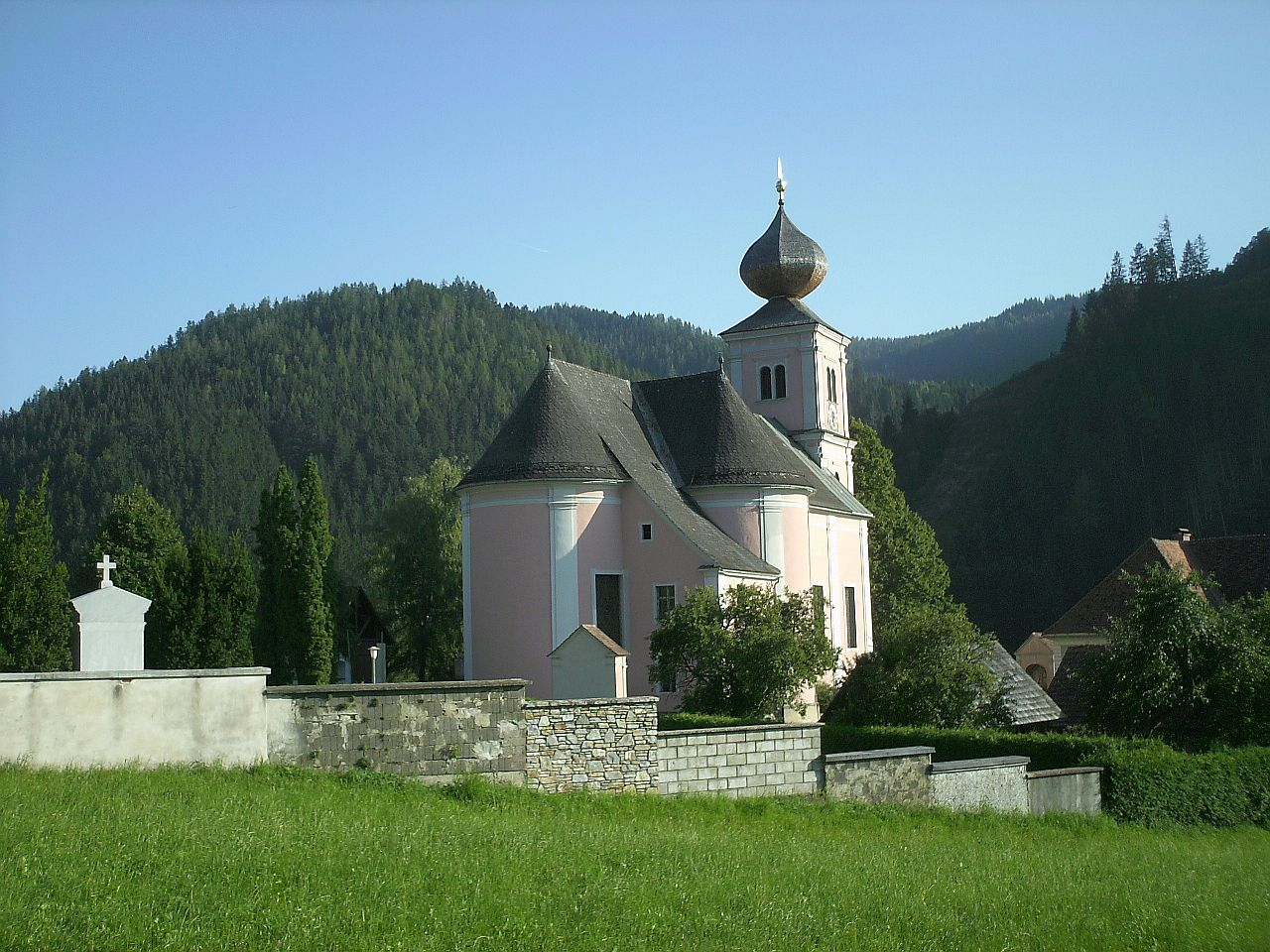
Katholische Pfarrkirche hl. Katharina in Stanz im Mürztal

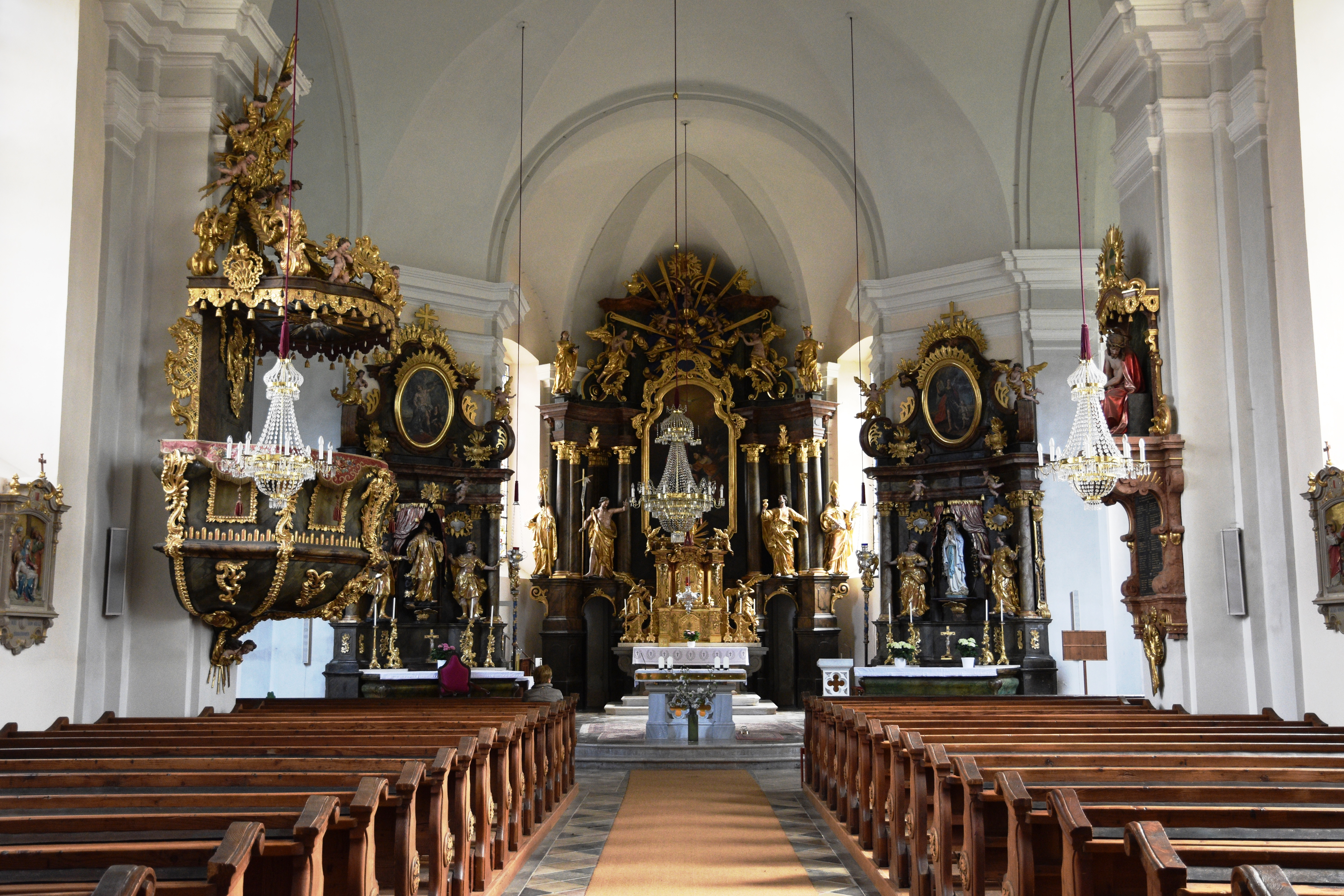
Langhaus, Blick zum Chor

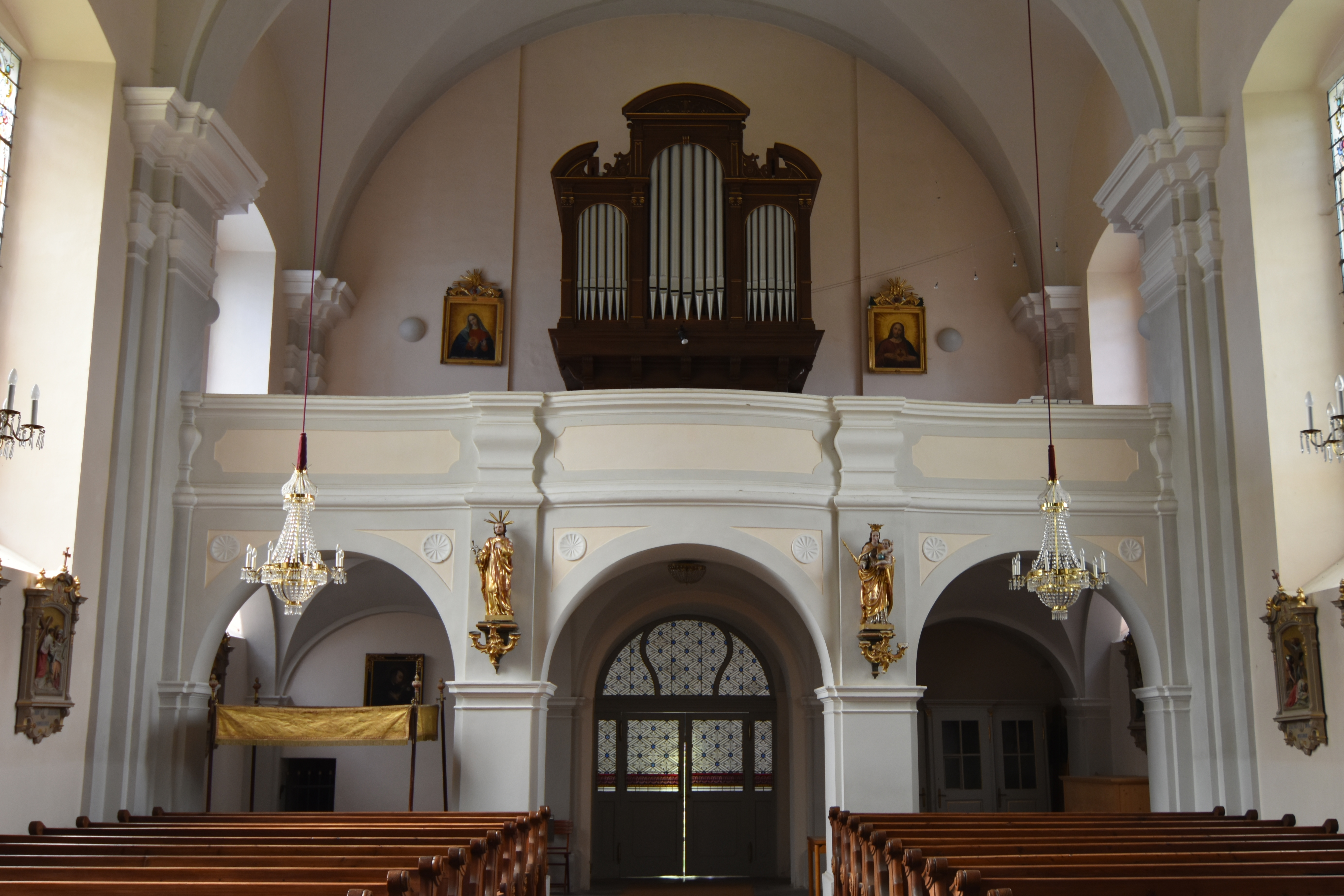
Langhaus, Blick zur Empore

Die römisch-katholische Pfarrkirche Stanz im Mürztal steht auf einer Anhöhe oberhalb der Ortschaft der Gemeinde Stanz im Mürztal im Bezirk Bruck-Mürzzuschlag in der Steiermark. Die dem Patrozinium der Heiligen Katharina von Alexandrien unterstellte Pfarrkirche gehört zur Region Obersteiermark Ost (Dekanat Mürztal) in der Diözese Graz-Seckau. Die Kirche steht unter Denkmalschutz (Listeneintrag).

## Beschreibung
Urkundlich wurde 1360 eine Kirche genannt. Der Kirchenneubau wurde von 1720 bis 1730 nach den Plänen des Baumeisters Remigius Horner erbaut. Im Jahr 1980 wurde die Kirche außen restauriert.
Der vorgestellte quadratische Westturm hat frühbarocke Fenster. Die Fassaden zeigen eine umlaufende Pilastergliederung.
Das dreijochige Langhaus hat ein Stichkappentonnengewölbe auf Gurten über Pilastern. Es folgt eine geräumige Dreikonchenanlage mit breiten Vierungspfeilern im Osten und einer tiefen Chorapside. Die Sakristei hat ein Oratorium. Die dreiachsige Orgelempore steht auf Pfeilern und schwingt in der Mitte nach vorne.
Der Hochaltar von 1741 zeigt das Bild hl. Katharina von Johann Veit Hauck 1740. Der Tabernakel und die beiden Seitenaltäre entstanden im dritten Viertel des 18. Jahrhunderts. Die Kanzel schuf Philipp Primsch 1755.
Eine Glocke nennt Martin Feltl 1781.
Um die Kirche stehen vier barocke Initienkapellen mit verwitterten Malereien, die Vier Evangelisten darstellend.